# Nancy Stokey
Nancy Laura Stokey (1950) es profesora de economía de la Universidad de Chicago. Obtuvo un BA en economía por la Universidad de Pensilvania en 1972 y un doctorado por la Universidad Harvard.
Es miembro de la Academia Nacional de Ciencias de Estados Unidos y de la Asociación Estadounidense de Economía, donde fue vicepresidenta entre los años 1996 y 1997. Además es especialista en el Consenso de Copenhague. 
Está casada con el Premio Nobel de Economía Robert Lucas.   
- Datos: Q458846